# Inkajaure
Inkajaure är en sjö i Kiruna kommun i Lappland och ingår i Torneälvens huvudavrinningsområde. Sjön har en area på 1,61 kvadratkilometer och ligger 430,4 meter över havet. Inkajaure ligger i Torne och Kalix älvsystem Natura 2000-område. Sjön avvattnas av vattendraget Njuoraätno.

## Delavrinningsområde
Inkajaure ingår i det delavrinningsområde (759920-160389) som SMHI kallar för Utloppet av Inkajaure. Medelhöjden är 449 meter över havet och ytan är 4,8 kvadratkilometer. Räknas de 8 avrinningsområdena uppströms in blir den ackumulerade arean 176,44 kvadratkilometer. Njuoraätno som avvattnar avrinningsområdet har biflödesordning 2, vilket innebär att vattnet flödar genom totalt 2 vattendrag innan det når havet efter 503 kilometer. Avrinningsområdet består mestadels av skog (42 procent) och kalfjäll (21 procent). Avrinningsområdet har 1,6 kvadratkilometer vattenytor vilket ger det en sjöprocent på 33,3 procent.